# Marche pour la vie (Washington, DC)
Pour les articles homonymes, voir Marche pour la vie.
La marche pour la vie (March for Life) est une manifestation annuelle pro-vie, protestant contre l'avortement, qui se déroule à Washington D.C., la capitale du gouvernement fédéral américain, le jour anniversaire de la décision Roe v. Wade de la Cour suprême des États-Unis. La 35e édition de la marche pour la vie s'est déroulée le 22 janvier 2008.
La manifestation commence habituellement au parc présidentiel du National Mall avant de poursuivre son itinéraire le long de Constitution Avenue et de terminer devant le siège de la Cour suprême des États-Unis. 
La première marche pour la vie a eu lieu sur les marches du Capitole, qui héberge le Congrès américain, en présence de 20 000 manifestants. Ces dernières années, le nombre de manifestants a été estimé chaque année à entre 100 000 et 300 000, soit la plus importante manifestation annuelle de la capitale américaine. La marche de 2011 a rassemblé 400 000 personnes.
Diverses associations pro-vie organisent des événements avant ou après la marche. Le diocèse catholique de Washington organise chaque année un rassemblement et une messe au stade Verizon Center, rassemblant environ 20 000 jeunes.

## Photographies

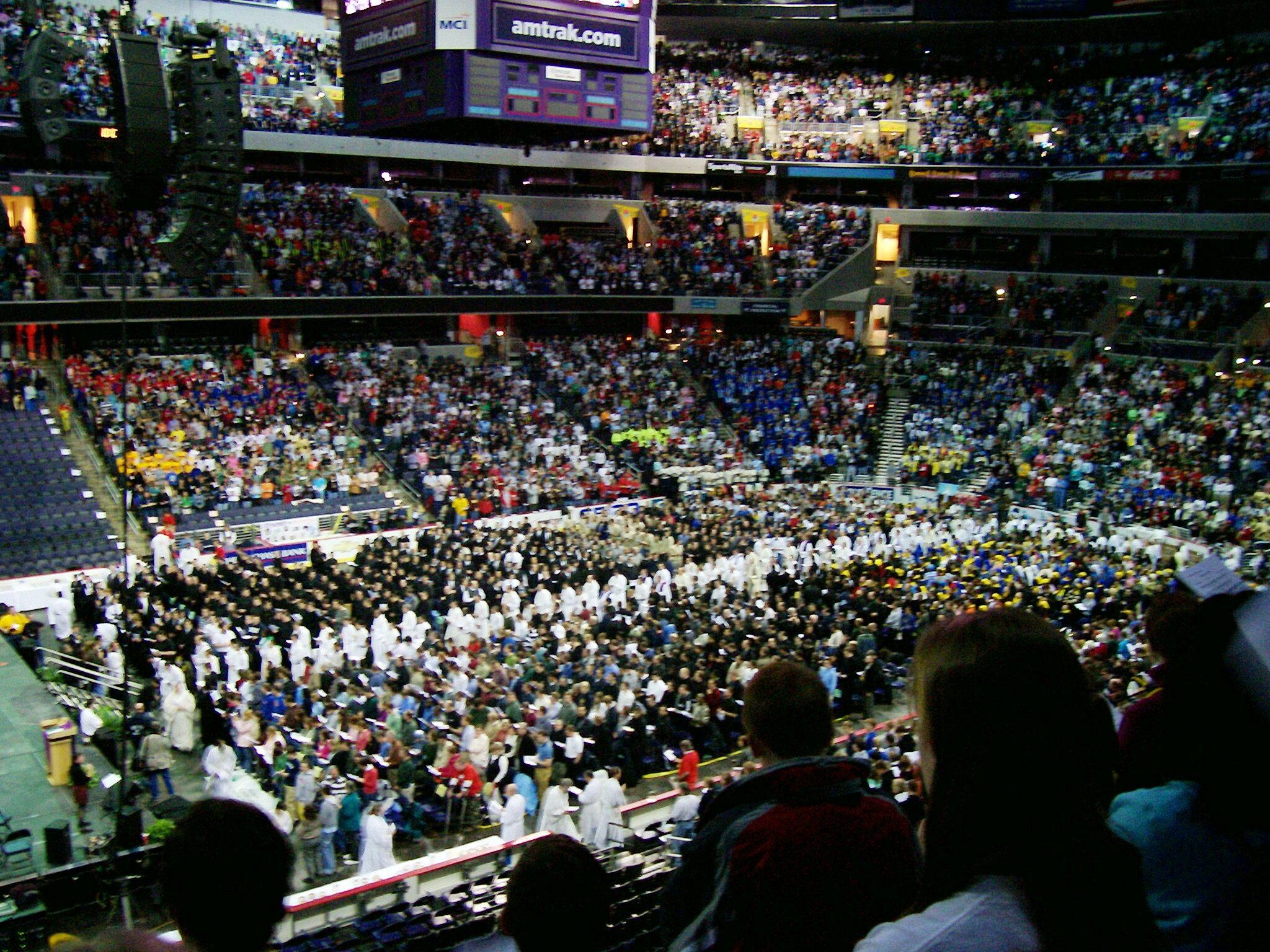
Messe catholique des jeunes au Verizon Center en 2006.
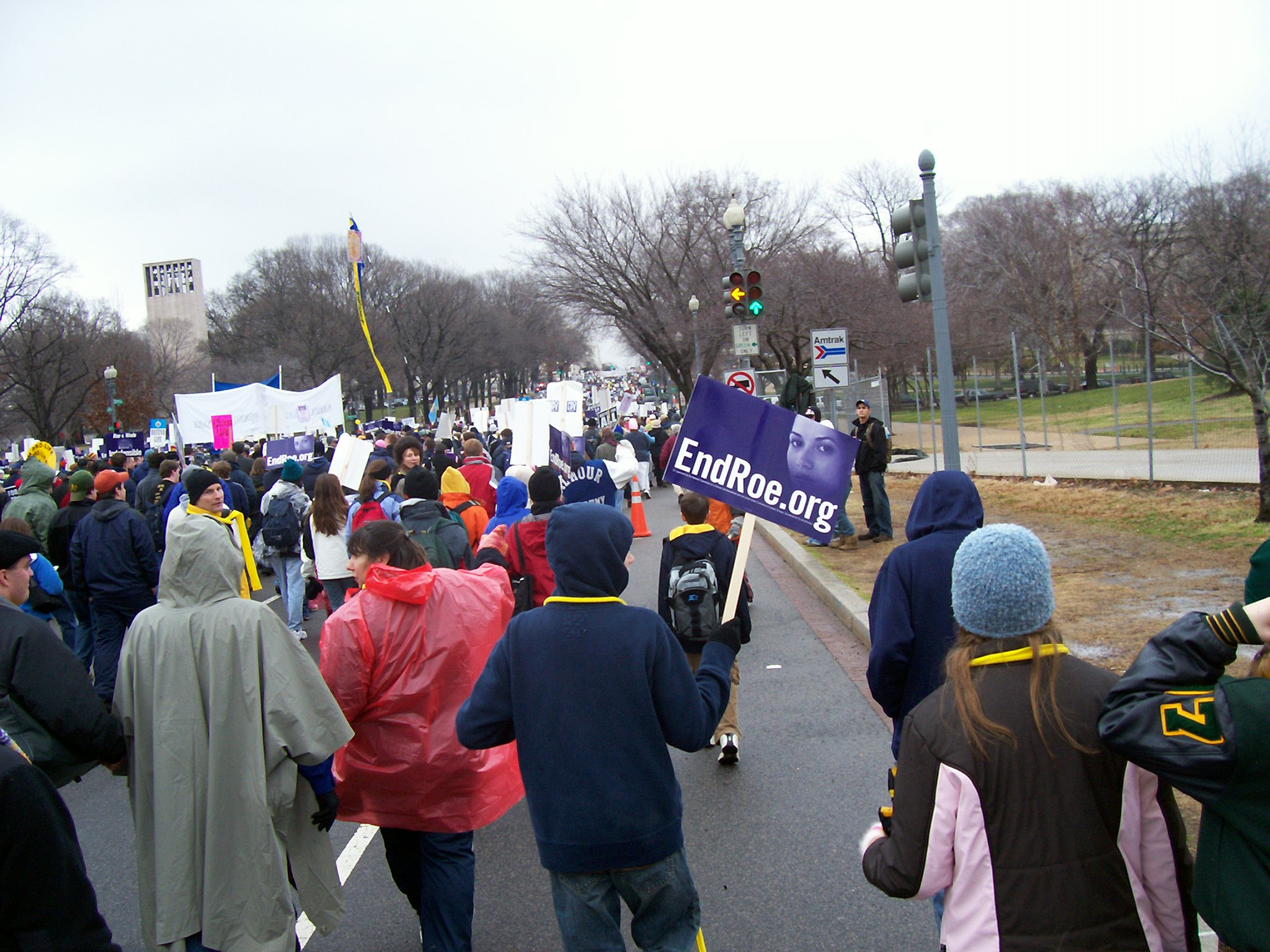
Des manifestants en déplacement vers la Cour suprême.
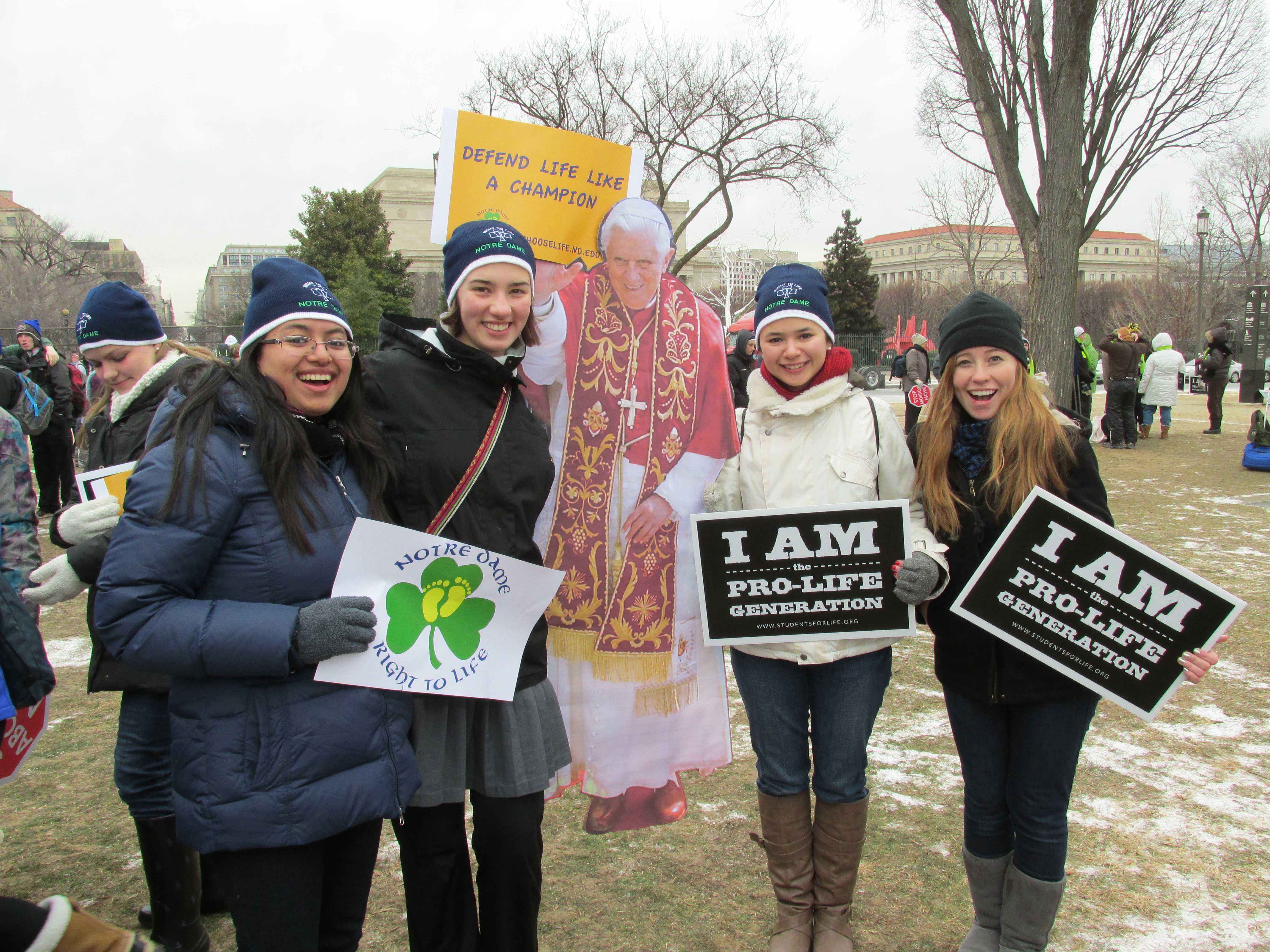
Étudiants de l'Université Notre-Dame
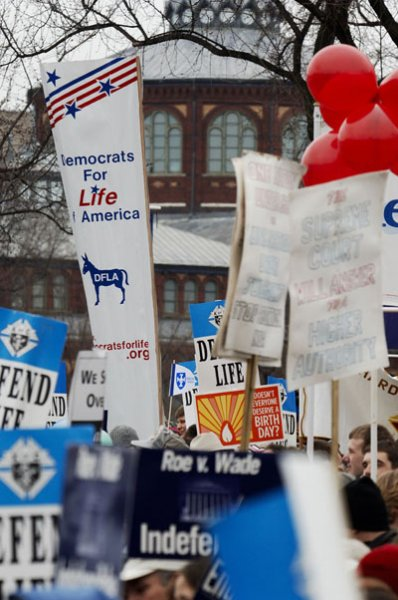
L'association Democrats for Life à la Marche de 2006.